# ダニエル・プラサ
ダニエル・プラサ（Daniel Plaza Montero、1966年7月3日 - ）は、スペインの陸上競技選手。専門は競歩。1992年バルセロナオリンピック20km競歩の金メダリストである。バルセロナ出身。

## 経歴
プラサは、1990ヨーロッパ選手権20km競歩で銀メダルを獲得。翌1991年世界陸上選手権20km競歩でも終盤、優勝したマウリッソ・ダミラノ、2位のミハエル・シチェンニコフと競り合い3位でフィニッシュしたもののフィニッシュ後に歩型違反で失格。。
しかし、1992年、地元で行われたバルセロナオリンピックの20km競歩では金メダルを獲得。スペインがオリンピックの陸上競技で獲得した初めての金メダルをなった。
1996年のスペイン選手権の後、プラサから禁止薬物のナンドロロンを検出したとの発表がなされた。これに対し、プラサは自らのドーピングを否定。妊娠していた妻とのオーラルセックスが原因と主張した。（妊婦は体内でステロイドを生成することがある。）プラサはオリンピックに出場する権利を有していたため、1996年アトランタオリンピックの20km競歩に出場できたが、プレッシャーに負けたのか、11位と惨敗してしまった。
1997年、プラサに対し、スペインスポーツ規律委員会から2年間の出場停止の処分が課された。しかし、1998年、国際陸連はプラサにナンドロロンの使用の形跡が見られなかったことからドーピングの制裁を解除。2006年スペインの最高裁判所は、プラサの無実を支持する判決を出し、10年という長い年月を経て、彼の疑いは晴れることとなった。
日本選手とも交友があり、1996年から2000年にかけて日本競歩チームが彼のコーチであったジョルディ・ロパルトのもとで合同合宿を行なっていた。

## 自己ベスト
- 20km競歩 - 1時間20分40秒 (1997年)
- 50km競歩 - 3時間44分24秒 (1995年)

## 主な実績
| 年   | 大会                 | 場所                       | 種目     | 結果 | 記録          |
| ---- | -------------------- | -------------------------- | -------- | ---- | ------------- |
| 1988 | オリンピック         | ソウル（韓国）             | 20km競歩 | 12位 | 1時間21分53秒 |
| 1990 | ヨーロッパ陸上選手権 | スプリト(ユーゴスラビア)   | 20km競歩 | 2位  | 1時間22分22秒 |
| 1991 | 世界陸上選手権       | 東京(日本)                 | 20km競歩 | -    | DQ            |
| 1992 | オリンピック         | バルセロナ(スペイン)       | 20km競歩 | 1位  | 1時間21分45秒 |
| 1993 | 世界陸上選手権       | シュトゥットガルト(ドイツ) | 20km競歩 | 3位  | 1時間23分18秒 |
| 1995 | 世界陸上選手権       | ヨーテボリ(スウェーデン)   | 20km競歩 | -    | DQ            |
| 1996 | オリンピック         | アトランタ(アメリカ合衆国) | 20km競歩 | 11位 | 1時間22分05秒 |
| 1997 | 世界陸上選手権       | アテネ(ギリシャ)           | 20km競歩 | 10位 | 1時間23分53秒 |